# Phelsuma mutabilis
Phelsuma mutabilis är en ödleart som beskrevs av  Grandidier 1869. Phelsuma mutabilis ingår i släktet Phelsuma och familjen geckoödlor. IUCN kategoriserar arten globalt som livskraftig. Inga underarter finns listade i Catalogue of Life.